# Sofja Albertowna Otschigawa
Sofja Albertowna Otschigawa (russisch Софья Альбертовна Очигава; * 7. Juli 1987 in Odinzowo, Russische SFSR) ist eine russische Boxerin. Sie wurde 2005 und 2006 Weltmeisterin und 2005, 2007 und 2009 Europameisterin in den Gewichtsklassen bis 52 kg, 54 kg bzw. 57 kg Körpergewicht.

## Werdegang
Sofja Otschigawa stammt aus Odinzowo in der Oblast Moskau. Sie begann bereits als Kind mit dem Kickboxen und brachte es in dieser Sportart 2001 zur russischen Jugendmeisterin und belegte 2002 den 2. Platz. 2002 wechselte sie auch zum Boxen und belegte bereits 2003 bei den russischen Meisterschaften der Frauen in der Gewichtsklasse bis 52 kg den 2. Platz. Bereits 2004 wurde sie erstmals russische Meisterin in der Gewichtsklasse bis 52 kg Körpergewicht, wobei sie im Finale Punktsiegerin über Lidia Andrejewa wurde.
2005 trat sie in die russische Armee ein und wurde Mitglied des zentralen Sportklubs der Armee ZSKA Moskau. Dort wird sie von A. Artjomow, M. Sorokin und Swetlana Gnewomanowa trainiert. In der Nationalmannschaft, deren Kapitän sie mittlerweile ist, kommt noch W. Lissizyn als Trainer hinzu. Das Training findet seit kurzem im Trainingszentrum des ZSKA Moskau in Krasnoarmeisk statt. Sofja Ochigawa ist Sportstudentin an der Universität von Odinzowo.
Nachdem sie 2005 wieder russische Meisterin geworden war, gelangen ihr in diesem Jahr auch die ersten großen internationalen Erfolge. Sie wurde zunächst in Tønsberg/Norwegen mit Siegen über Alina Nitu, Rumänien, Maaril Teuronen, Finnland und Sumeyra Kaya aus der Türkei Europameisterin in der Klasse bis 52 kg Körpergewicht und einige Monate später in Podolsk auch Weltmeisterin in derselben Gewichtsklasse. Dabei kam sie zu Siegen über Renate Medby, Norwegen, Eva Paloli, Ungarn, Samiha Abou Elggehit, Ägypten und Sumeyra Kaya.
Nach der dritten russischen Meisterschaft 2006 verlor Sofja Otschigawa bei der Europameisterschaft dieses Jahres in Warschau im Halbfinale der Gewichtsklasse bis 54 kg Körpergewicht etwas überraschend gegen Karolina Michalczuk aus Polen nach Punkten (20:25) und musste sich deshalb mit der EM-Bronzemedaille begnügen. Zwei Monate später gelang ihr bei der Weltmeisterschaft in Neu-Delhi aber die Revanche, denn sie besiegte nach drei gewonnenen Kämpfen im Finale dieser Meisterschaft Karolina Michalczuk haushoch nach Punkten (21:2) und wurde zum zweiten Mal Weltmeisterin.
Sofia Ochigawa, die auch 2007, 2008 und 2009 russische Meisterin wurde (54-kg- und 57-kg-Klasse) holte sich 2007 dann in Vejle erneut den Europameistertitel (Klasse bis 54 kg KG). Dabei bezwang sie im Halbfinale erneut Karolina Michalczuk nach Punkten (14:4) und siegte im Finale gegen Nicola Adams aus England, wobei der Punktsieg mit 9:7 Punkten relativ knapp ausfiel. Weltmeisterschaften fanden in diesem Jahre keine statt. Bei der Weltmeisterschaft 2008 in Ningbo/China überzeugte sie in der Gewichtsklasse bis 57 kg Körpergewicht und kam zu einem Punktsieg über Maria Sewtschuk, Ukraine (15:2), zu einem Abbruchsieg in der ersten Runde über Karolina Michalczuk und zu einem Punktsieg über Yun Kum Ju, Nordkorea (8:1). Im Halbfinale wirkte sie aber gegen die einheimische Jian Qin gehemmt und verlor prompt nach Punkten (4:6), womit sie auf den 3. Platz kam.
2009 wurde Sofja Otschigawa, die neben den Erfolgen bei den internationalen Meisterschaften auch eine ganze Reihe von Siegen bei internationalen Turnieren erzielte, in Mykolajiw (Ukraine) in der Gewichtsklasse bis 57 kg Körpergewicht (Federgewicht) erneut Europameisterin. Beeindruckend war dabei die Art und Weise, wie sie diesen Erfolg erreichte. Sie schlug Alexandra Paczka aus Polen nach Punkten (20:1), gewann gegen Lucy Abel aus England nach Punkten (9:0), wurde Abbruchsiegerin in der 2. Runde über Marzia Davide aus Italien und bezwang im Finale Julija Zyplakowa aus der Ukraine nach Punkten (14:0). In diesen vier Kämpfen gab sie somit nur zwei Punkte ab.
2010 wechselte sie in das Leichtgewicht. Diese Gewichtsklasse ist eine der drei Gewichtsklassen, die im Jahre 2012 in London bei den Frauen olympisch sein werden. Sofia Ochigawa kam auch in dieser Gewichtsklasse sofort gut zurecht. Sie wurde russische Meisterin mit einem hohen Punktsieg im Finale über Anastasia Schischmarewa (18:0), nachdem sie davor Alina Abbasowo (27:1) und Darija Borischkina (22:0) ebenfalls deklassiert hatte. Beim internationalen Turnier in Ústí nad Labem siegte sie im Halbfinale über die zweifache Weltmeisterin im Leichtgewicht Katie Taylor aus Irland klar nach Punkten (8:1) und bezwang im Finale auch Cheng Dong aus China nach Punkten (7:1). Leider verletzte sie sich kurz danach bei einem Turnier in der Ukraine so schwer, dass sie 2010 keine Wettstreite mehr bestreiten konnte. Katie Taylor konnte dadurch bei der Weltmeisterschaft in Bridgetown (Barbados) ihren dritten Weltmeistertitel gewinnen.
Im März 2011 nahm sie bereits beim 42. Grand-Prix in Ústí nad Labem teil und gewann dieses Turnier mit Punktsiegen über Ma Jianxia, China (7:0), Karolina Graczyk, Polen (6:0) und Ingrid Egner, Norwegen (2:0). Zwei Monate später wurde sie mit einem Punktsieg im Finale über Natalija Schadrina (17:4) erneut russische Meisterin. Bei der Europameisterschaft 2011 in Rotterdam kam sie zu Siegen über Gabriela Bold, Rumänien, Chantelle Cameron, England, Karolina Graczyk und Denisa Elisejewa, Bulgarien. Im Finale stand sie ihrer alten Konkurrentin Katie Taylor gegenüber, gegen die sie nach Punkten verlor (5:10). Sie musste sich damit mit dem Vize-Europameistertitel begnügen. Im November 2011 startete sie dann noch bei den sog. 2. Womens Intern. Dual Series in Oxnard/USA und kam dort zu Punktsiegen über N'yteeyah Sherman (21:10), Lisa Porter (+14:14), Tiara Brown (13:9) und Mikaela Mayer (12:11), alle USA.
Bei den Olympischen Spielen 2012 in London gehörte das Boxen der Frauen erstmals zum Programm. Otschigawa konnte sich qualifizieren und gewann nach der Finalniederlage gegen Katie Taylor die Silbermedaille.

## Internationale Erfolge
| Jahr | Platz  | Wettbewerb                          | Gewichtskl. | Ergebnis |
| 2005 | 1.     | Intern. Turnier in St. Petersburg   | bis 52 kg   | nach Punktsieg über Sumeyra Kaya, Türkei (24:11), Abbruchsieg i.d. 2. Runde über Chen Chia-Ling, Taipei u. Punktsieg über Katrin Enoksson, Schweden                                                                                                  |
| 2005 | 1.     | EM in Tønsberg/Norwegen             | bis 52 kg   | nach Abbruchsieg i.d. 1. Runde über Alina Nitu, Rumänien u. Punktsiegen über Maaril Teuronen, Finnland (16:1) u. Sumeyra Kaya (18:9) |
| 2005 | 1.     | WM in Podolsk                       | bis 52 kg   | nach Punktsieg über Renate Medby, Norwegen (34:10), Abbruchsieg i.d. 1. Runde über Eva Paloli, Ungarn, Abbruchsieg i.d. 2. Runde über Samiha Abou Elggehit, Ägypten u. Punktsieg über Sumeya Kaya (23:8)                                             |
| 2006 | 1.     | Ahmet-Comert-Turnier in Istanbul    | bis 54 kg   | nach Punktsieg über Stojka Petrowa, Bulgarien, Abbruchsieg i.d. 2. Runde über Mihaele Cijveschi, Rumänien, Punktsieg über Karolina Michalczuk, Polen (24:16) u. Abbruchsieg i.d. 2. Runde über Ludmilla Christowa, Ukraine                           |
| 2006 | 3.     | EM in Warschau                      | bis 54 kg   | nach Abbruchsieg i.d. 2. Runde über Kati Collander, Finnland, Punktsieg über Nicola Adams, England (5:0) u. Punktniederlage gegen Karolina Michalczuk (20:25)                                                                                        |
| 2006 | 1.     | WM in New Delhi                     | bis 54 kg   | nach Punktsieg über Jasmine Delleverez, Australien (25:5), Abbruchsieg i.d. 2. Runde über Kati Collander u. Punktsiegen über Ludmilla Christowa (21:4) u. Karolina Michalczuk (21:2)                                                                 |
| 2007 | 1.     | Ahmet-Comert-Turnier in Istanbul    | bis 54 kg   | nach Abbruchsieg i.d. 2. Runde über Sengul Coruk, Türkei, Punktsiegen über Karolina Michalczuk (17:2) u. Nicola Adams (15:2) u. Abbruchsieg i.d. 2. Runde über Ludmilla Christowa                                                                    |
| 2007 | 1.     | EM in Vejle/Dänemark                | bis 54 kg   | nach Punktsiegen über Kati Collander (10:0), Karolina Michalczuk (14:4) u. Nicola Adams (9:7) |
| 2007 | 1.     | Witch-Cup in Pécs/Ungarn            | bis 54 kg   | mit Punktsiegen über Lorna Weaver, Frankreich u. Nicola Adams (4:3) |
| 2008 | 2.     | Intern. Turnier in Stupino/Russland | bis 57 kg   | nach Abbruchsieg i.d. 2. Runde über Dorothy Lialchanchimi, Indien u. Punktsieg über Maria Sarkakowa, Russland (18:1), sowie Aufgabe wegen Verletzung gegen Nagehan Gul, Türkei                                                                       |
| 2008 | 1.     | Ahmet-Comert-Turnier in Istanbul    | bis 57 kg   | nach Abbruchsieg i.d. 2. Runde über Gunca Ylmaz, Türkei, Punktsiegen über Nagehan Gul (5:1) u. Sandra Bizier, Kanada (15:0) u. Abbruchsieg i.d. 1. Runde über Gulbahar Genc, Türkei                                                                  |
| 2008 | 3.     | WM in Ningbo/China                  | bis 57 kg   | nach Punktsieg über Maria Sewtschuk, Ukraine (15:2), Abbruchsieg i.d. 1. Runde über Karolina Graczyk, Polen, Punktsieg über Yun Kum Ju, Nordkorea (8:1) u. Punktniederlage gegen Jian Qin, China (4:6)                                               |
| 2009 | 1.     | Ahmet-Comert-Turnier in Istanbul    | Feder       | nach Punktsiegen über Julija Zyplakowa, Ukraine (18:4), Karolina Graczyk (6:2) u. Gulbahar Genc (12:4) |
| 2009 | 1.     | Intern. Turnier in St. Petersburg   | Feder       | nach Punktsiegen über Helena Falk, Schweden (14:2), Julia Tsiplakowa (15:0) u. Tian Linyuan, China (13:2) |
| 2009 | 1.     | EM in Mykolajiw/Ukraine             | Feder       | nach Punktsiegen über Alexandra Paczka, Polen (20:1) u. Lucy Abel, England (9:0), Abbruchsieg i.d. 2. Runde über Marzia Davide, Italien u. Punktsieg über Julia Tsiplakowa (14:0)                                                                    |
| 2009 | 1.     | Intern. Turnier in Astana           | Leicht      | nach Punktsiegen über Meena Rani, Indien (20:0), Julia Tsiplakowa (13:0) u. Mawzurna Chorajewa, Tadschikistan (12:0) |
| 2010 | 1.     | 41. Grand-Prix in Ústí nad Labem    | Leicht      | nach Abbruchsiegen i.d. 1. Runde über Sofia Toth, Ungarn u. i.d. 3. Runde über Teresa Lukesowa, Tschechien u. Punktsiegen über Katie Taylor, Irland (8:1) und Cheng Dong, China (7:1)                                                                |
| 2011 | 1.     | 42. Grand-Prix in Ústí nad Labem    | Leicht      | nach Punktsiegen über Ma Jianxia, China (7:0), Karolina Graczyk (6:0) und Ingrid Egner, Norwegen (2:0) |
| 2011 | 1.     | Ladies-Nikolajew-City-Cup           | Leicht      | nach einem Abbruchsieg i.d. 2. Runde über Natalija Martjuchina, Ukraine, Punktsiegen über Claire Ghabrial, Australien (19:3) und Helena Falk, Schweden (17:4) und einem kampflosen Sieg über Alexandra Sidorenko, Ukraine                            |
| 2011 | 2.     | EM in Rotterdam                     | Leicht      | nach einem Abbruchsieg i.d. 1. Runde über Gabriela Bold, Rumänien und Punktsiegen über Chantelle Cameron, England (20:9), Karolina Graczyk (14:3) und Denisa Elisejewa, Bulgarien 817:6) und einer Punktniederlage gegen Katie Taylor, Irland (5:10) |
| 2012 | Silber | OS in London                        | Leicht      | nach Punktsiegen über Alexis Pritchard, Neuseeland (22:4) und Adriana Araújo, Brasilien (17:11) sowie einer Punktniederlage gegen Katie Taylor, Irland (8:10)                                                                                        |

## Russische Meisterschaften
(soweit bekannt)
| Jahr | Platz | Gewichtskl. | Ergebnis |
| 2003 | 2.    | bis 52 kg   | |
| 2004 | 1.    | bis 52 kg   | nach Punktsieg im Finale über Lidia Andrejewa                                                                                             |
| 2005 | 1.    | bis 52 kg   | |
| 2006 | 1.    | bis 54 kg   | |
| 2007 | 1.    | bis 54 kg   | nach Abbruchsiegen jeweils i.d. 2. Runde über Waleria Meslennikowa u. über Alena Batischewa u. einem Punktsieg über Marina Kraschennikowa |
| 2008 | 1.    | bis 57 kg   | nach Abbruchsiegen i.d. 3. Runde über Julia Starkowa u. i.d. 2. Runde über Olga Komkowa u. einem Punktsieg über Marina Kraschennikow      |
| 2009 | 1.    | Feder       | nach Punktsieg über Anastasie Chramowa u. Abbruchsiegen i.d. 2. Runde über Marina Kokina u. i.d. 4. Runde über Olga Komkowa               |
| 2010 | 1.    | Leicht      | nach Punktsiegen über Alina Abbasowa (27:1), Daria Borischkina (22:0) und Anastasia Schischmarewa (18:0)                                  |
| 2011 | 1.    | Leicht      | nach Abbruchsiegen über Sinaida Maschkowa und Julija Sablina und einem Punktsieg über Natalija Schadrina (17:4),                          |

## Erläuterungen
- WM = Weltmeisterschaft, EM = Europameisterschaft
- KG = Körpergewicht
- Federgewicht, bis 57 kg, Leichtgewicht, bis 60 kg Körpergewicht
- bis 2008 gab es bei den Frauen bis zu 15 Gewichtsklassen; im Jahre 2009 wurden die Gewichtsklassen der Frauen weitgehend denen der Männer angeglichen (jeweils 10 Gewichtsklassen)